# 新眼光電視台
新眼光電視台（New Eyes Television），簡稱新視、NETV，是台灣基督長老教會成立的台灣基督教電視頻道，期許成為公益關懷與生活藝文的電視台。

## 歷史

### 大事記
- 2001年：台灣基督長老教會成立「財團法人台灣基督長老教會大眾傳播基金會」，直隸台灣基督長老教會總會。
- 2004年4月：台灣基督長老教會第49屆總會通常年會通過成立電視台。
- 2006年6月：新眼光網路電視開播。
- 2006年7月：中華電信MOD節目開播。
- 2006年：無線單一時段播出。
- 2008年：新眼光電視台正式開播，總部設於台北市大安區四維路228巷15號。
- 2008年4月：邀請電視金鐘獎得獎主持人李秀媛主持新節目《Show台灣》
- 2008年4月：邀請知名音樂人黃國倫主持新節目《黃國倫的異想世界》
- 2008年10月：邀請知名音樂人黃韻玲主持新節目《遇見黃韻玲》
- 2010年2月：新眼光電視台爆發財務危機，於有線電視全面停播。
- 2010年3月：新眼光電視台總部從台北市大安區四維路228巷15號搬遷到台北市大安區四維路198巷41號2樓之3。
- 2010年8月1日：新眼光電視台歷經六個月的重整期之後，在中華電信MOD第103頻道復播。[2][3]
- 2011年11月1日：新眼光電視台總部從台北市大安區四維路198巷41號2樓之3搬遷到台北市士林區忠誠路一段117號1樓（天母鉅星大樓）。
- 2016年4月1日：新眼光電視台在中華電信MOD第203頻道停播[4]；至此，電視播送管道僅餘全國數位有線電視。
- 2018年5月22日：台灣基督長老教會大眾傳播基金會第七屆董事會第一次會議，第一案：「確認新眼光電視台終止經營。」

## 外部連結
- 新眼光電視台 （页面存档备份，存于）
- 新眼光電視台的Facebook專頁
- YouTube上的新眼光電視台頻道